# スペインの民主化

スペイン王国
Reino de España (スペイン語)

国の標語: Plus Ultra（ラテン語）
更なる前進国歌: Marcha Real（スペイン語）
国王行進曲

スペイン王国の位置（1975年）

スペインの民主化（スペインのみんしゅか、スペイン語: la Transición、la Transición española）は、スペインが民主化する1975年から1982年までの期間である。

## 解説
民主化移行は、スペイン国の総統であったフランシスコ・フランコが1975年に死去したことによって始まった。
生前フランコが後継者に指名していたフアン・カルロス王子が、フランコの遺言通りスペイン国王として即位した。フアン・カルロスは、フランコの庇護下にて帝王学の教育を受けていたこともあり、そのまま権威主義体制をとるかと思われていた。しかし、即位後フアン・カルロスは権威主義体制を受け継がず、民政移管の為の改革を積極的に行った。こうして、1977年の総選挙によって民主的な議会が成立、スペイン内戦で崩壊した共和国の亡命政府も選挙結果を受け入れて解散した。そして、1978年の国民投票によって新憲法が採択され、再び君主制が復活した。
しかしその反面、これを不服としていたスペイン軍兵士や治安警備隊が、フランコ体制の復活を目的としたクーデター未遂事件（23-F）を起こしたり、世界的な経済混乱が続いたりと、様々な出来事に見舞われた時代であった。
尚、民主化移行期間は、1982年の総選挙でスペイン社会労働党が圧勝し、平和的な政権移行が行われたことで終了したと言われている。